# Down to Earth (álbum de Ozzy Osbourne)
Down to Earth es el octavo álbum de Ozzy Osbourne, lanzado el 16 de octubre de 2001. Fue el muy esperado disco en estudio de Osbourne desde Ozzmosis, de 1995. Es el primer y único álbum de estudio en el que participa el bajista de Suicidal Tendencies Robert Trujillo, quien se uniría a Metallica en el año 2003. Fue el primer disco en estudio donde Ozzy no contó con la colaboración en la composición de Bob Daisley o Geezer Butler. 
El disco alcanzó la posición n.º 19 en la lista británica UK Albums Chart y el n.º 4 en la lista estadounidense Billboard 200. "El Ozzfest va bien", explicó Osbourne. "Simplemente quería ser como los Grateful Dead y vivir de gira, pero la compañía discográfica insistió en que querían un nuevo álbum de Ozzy".

## Lista de canciones
1. Gets Me Through (Ozzy Osbourne, Tim Palmer) – 5:04
2. Facing Hell (Osbourne, Palmer, Scott Humphrey, Geoff Nicholls) – 4:26
3. Dreamer (Osbourne, Marti Frederiksen, Mick Jones) – 4:45
4. No Easy Way Out (Osbourne, Palmer) – 5:06
5. That I Never Had (Osbourne, Joe Holmes, Robert Trujillo, Frederiksen) – 4:24
6. You Know... Pt. 1 (Osbourne, Palmer) – 1:06
7. Junkie (Osbourne, Holmes, Trujillo, Frederiksen) – 4:28
8. Running Out of Time (Osbourne, Frederiksen, Jones) – 5:06
9. Black Illusion (Osbourne, Palmer, Andy Sturmer, Nicholls) – 4:21
10. Alive (Osbourne, Danny Saber) – 4:54
11. Can You Hear Them? (Osbourne, Holmes, Trujillo, Frederiksen) – 4:59
12. No Place for Angels (Osbourne, Palmer, Nicholls) - 3:23 [bonus track]

## Personal
- Ozzy Osbourne - Voces
- Zakk Wylde - Guitarra[3]
- Robert Trujillo - Bajo
- Mike Bordin - Batería

## Posicionamiento en lista

### Semanal
| Chart (2001–2002)                    | Pico de posición |
| ------------------------------------ | ---------------- |
| Australia (ARIA)                     | 46               |
| Canadá (Billboard Canadian Albums)   | 2                |
| Dinamarca (Hitlisten)                | 30               |
| Finlandia (Suomen virallinen lista)  | 9                |
| Francia (SNEP)                       | 104              |
| Alemania (Offizielle Top 100)        | 15               |
| Hungría (MAHASZ)                     | 37               |
| Italia (FIMI)                        | 22               |
| Japón (Oricon)                       | 8                |
| Nueva Zelanda (RMNZ)                 | 41               |
| Noruega (VG‑lista)                   | 12               |
| Polonia (OLiS)                       | 32               |
| Escocia (Scottish Albums Chart)      | 20               |
| Suecia (Sverigetopplistan)           | 1                |
| Suiza (Schweizer Hitparade)          | 47               |
| Reino Unido (UK Albums Chart)        | 19               |
| Reino Unido (UK Rock & Metal Albums) | 2                |
| Estados Unidos (Billboard 200)       | 4                |